# 셰브데시

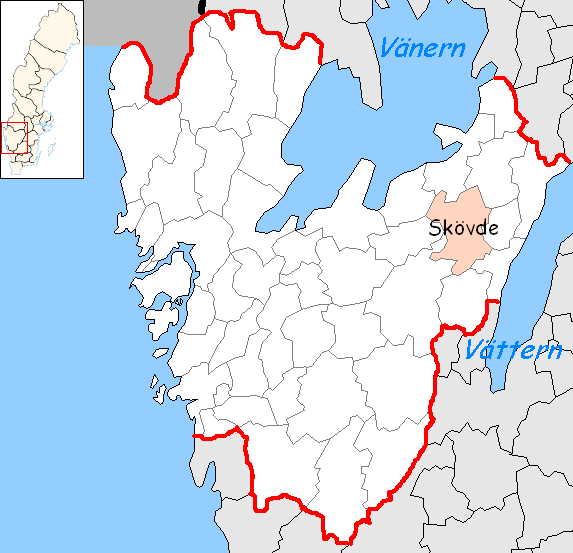
셰브데 시의 위치

셰브데시(스웨덴어: Skövde kommun)는 스웨덴 베스트라예탈란드주에 위치한 지방 자치체로 행정 중심지는 셰브데이며 면적은 685.08km2, 인구는 54,133명(2016년 12월 31일 기준), 인구 밀도는 79명/km2이다.

시 문장